# (16583) Oersted
(16583) Oersted ist ein Asteroid des äußeren Hauptgürtels, der am 26. Juli 1992 vom belgischen Astronomen Eric Walter Elst am La-Silla-Observatorium der Europäischen Südsternwarte (IAU-Code 809) in Chile entdeckt wurde.
Der Asteroid wurde am 22. Juli 2013 nach dem dänischen Chemiker und Physiker Hans Christian Ørsted (1777–1851) benannt, der 1820 die magnetische Wirkung des elektrischen Stromes entdeckte und 1829 maßgeblich beteiligt war an der Gründung der Polytechnischen Lehranstalt (dänisch Den Polytekniske Læreanstalt) in Kopenhagen, dem Vorgänger der heutigen Technischen Universität Dänemarks. Er ist der Namensgeber für die Einheit der magnetischen Feldstärke (abgekürzt mit dem Einheitenzeichen Oe).